# Stephen Edward Blaire

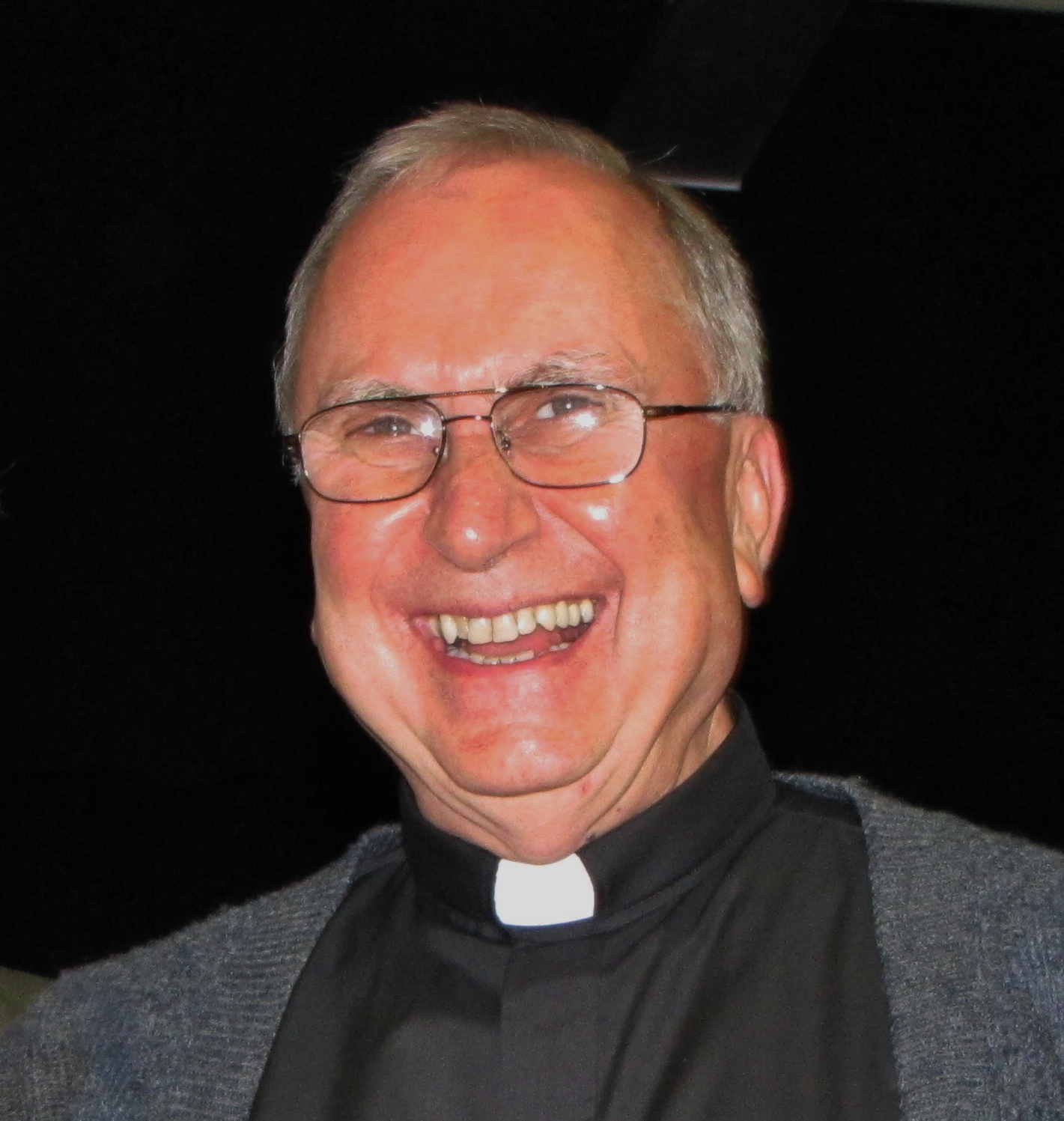
Stephen Edward Blaire (2010)

Stephen Edward Blaire (* 22. Dezember 1941 in Los Angeles, Kalifornien; † 18. Juni 2019 in Modesto, Kalifornien) war ein US-amerikanischer Geistlicher und römisch-katholischer Bischof von Stockton.

## Leben

Bischofswappen von Stephen Edward Blaire

Der Erzbischof von Los Angeles, James Francis Aloysius Kardinal McIntyre, weihte ihn am 29. April 1967 zum Priester. 
Papst Johannes Paul II. ernannte ihn am 17. Februar 1990 zum Weihbischof in Los Angeles und Titularbischof von Lamzella. Der Erzbischof von Los Angeles, Roger Michael Mahony, spendete ihm am 31. Mai desselben Jahres die Bischofsweihe; Mitkonsekratoren waren die Weihbischöfe in Los Angeles John James Ward und George Patrick Ziemann.
Am 18. Januar 1999 wurde er zum Bischof von Stockton ernannt und am 16. März desselben Jahres in das Amt eingeführt. 
Papst Franziskus nahm am 23. Januar 2018 seinen altersbedingten Rücktritt an.